# Duca di Newcastle

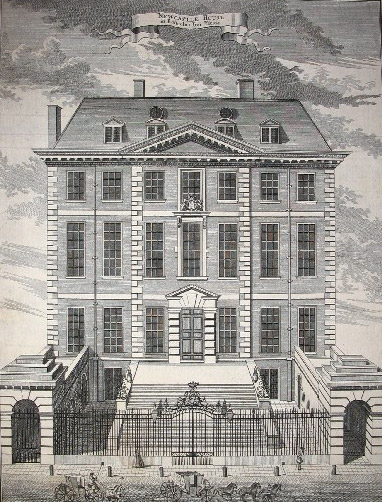
Newcastle House

Duca di Newcastle-upon-Tyne è un titolo nobiliare che è stato creato tre volte nella storia britannica, mentre il titolo di Duca di Newcastle-under-Lyne è stato creato una sola volta.

## Storia
Fu creato per la prima volta fra i Pari d'Inghilterra nel 1664 quando William Cavendish, I marchese di Newcastle-upon-Tyne (1592–1676), fu nominato duca di Newcastle-upon-Tyne. Fu un importante comandante realista durante la Guerra civile inglese. Era già stato nominato Visconte Mansfield nel 1620, Barone Cavendish di Bolsover e Conte di Newcastle-upon-Tyne nel 1621 e Marchese di Newcastle-upon-Tyne nel 1643, oltre ad essere nominato anche Conte di Ogle nel momento stesso in cui gli venne conferito il ducato. Tutti questi titoli fanno parte dei Pari della corona britannica.
Cavendish era figlio di Sir Charles Cavendish, terzo figlio di Sir William Cavendish e sua moglie Bess di Hardwick. William Cavendish, I conte del Devonshire era suo zio. Il padre Charles sposò in seconde nozze Catherine Ogle, VIII baronessa Ogle, figlia di Cuthbert Ogle, VII barone Ogle. Così nel 1629 il loro figlio William Cavendish (allora Conte di Newcastle-upon-Tyne) gli succedette come IX barone Ogle. Gli succedette poi il figlio, il secondo Duca di Newcastle, anche lui politico. Tuttavia, quando questi morì senza eredi maschi nel 1691, il titolo si estinse, rimanendo in abeyance fra le sue quattro figlie.
Una di queste figlie, Lady Margaret Cavendish, sposò John Holles, allora IV conte di Clare. Il titolo di Duca di Newcastle ritornò quindi ad avere valore effettivo quando Holles fu nominato, nel 1694, Marchese di Clare e Duca di Newcastle-upon-Tyne. La famiglia di Holles discendeva da John Holles, I barone Haughton. Questi fu nominato Barone Haughton, dalla cittadina di Haughton nel Nottinghamshire, nel 1616, e Conte di Clare nel 1624. Il suo secondo figlio era Denzil Holles, politico e primo barone Holles. Al Lord succedette il suo primogenito, il secondo Conte. Egli rappresentava Retford alla Camera dei Comuni, ed era Lord Luogotenente del Nottinghamshire. Suo figlio, il terzo Conte, fu per un breve periodo deputato al Parlamento per conto del Nottinghamshire nel 1660. Suo figlio, il quarto Conte - il già menzionato John Holles - fu nominato Duca nel 1694. Egli però ebbe un'unica figlia, e nessun maschio: alla sua morte, nel 1711, tutti i suoi titoli caddero in abeyance.
La sorella di John Holles, Lady Grace Holles (morta nel 1700), aveva sposato Thomas Pelham, I barone Pelham. Alla morte di John Holles (1711), il primogenito della coppia, Thomas Pelham-Holles, ereditò tutte le tenute degli Holles così come, grazie ad un decreto reale, il loro cognome. Nel 1714, il titolo di Conte di Clare fu rifondato quando egli fu nominato Visconte Haughton e Conte di Clare; l'anno successivo rinacque anche il titolo di Duca, quando fu nominato Marchese di Clare e Duca di Newcastle-upon-Tyne, in una sorta di compartecipazione del titolo con il fratello minore Henry.
Nel 1756, quando Henry morì senza lasciare eredi maschi, e parve chiaro che anche Thomas presto avrebbe fatto lo stesso, questi fu nominato Duca di Newcastle-under-Lyne, cittadina dello Staffordshire, con compartecipazione del diritto di successione con Henry Clinton, IX conte Lincoln e suo nipote, in maniera tale da non interrompere nuovamente la successione. Alla morte del Duca, nel 1768, a lui succedette come Duca di Newcastle-under-Lyne, dal nipote Henry, che divenne il secondo conte di Newcastle-under-Lyne. Gli altri suoi titoli caddero in estinzione, tranne per quelli di Baronetto Pelham di Laughton e Barone Pelham di Stanmer, successivamente assunti dal suo cugino di primo grado Thomas Pelham, I conte Chichester.
Nel 1756, il titolo del ducato era di Newcastle-under-Lyne, e non di Newcastle-under-Lyme, come vorrebbe l'effettiva dicitura della cittadina dello Staffordshire.

## Duchi di Newcastle-upon-Tyne, prima fondazione (1665)
anche marchesi di Newcastle-upon-Tyne (1643), conti di Newcastle-upon-Tyne (1628), visconti Mansfield (1620) e baroni Ogle (1461)
- William Cavendish, I duca di Newcastle-upon-Tyne (1592-1676), comandante durante la guerra civile inglese
- Henry Cavendish, II duca di Newcastle-upon-Tyne (1630-1691), unico figlio sopravvissuto del 1º Duca, morto senza alcun erede maschio vivo

## Conti di Clare (1624)
anche baroni Haughton (1616)
- John Holles, I conte di Clare (1564-1637), cortigiano di Enrico Federico Stuart
- John Holles, II conte di Clare (1595-1666), primogenito
- Gilbert Holles, III conte di Clare (1633-1689), secondogenito
- John Holles, IV conte di Clare (1662-1711), primogenito, nominato duca nel 1694
  - sposa Lady Margaret Cavendish, figlia di Henry Cavendish, 2º Duca

## Duchi di Newcastle-upon-Tyne, seconda fondazione (1694)
anche conti di Clare (1624) e baroni Haughton (1616)
- John Holles, I duca di Newcastle-upon-Tyne (1662-1711) morto senza eredi maschi vivi, il suo titolo cadde in abeyance

## Duchi di Newcastle-upon-Tyne, terza fondazione (1715)
anche conti di Clare (1714), baroni Pelham di Stanmer (1762) e Baroni Pelham di Laughton (1706, già baronetti Pelham di Laughton dal 1611)
- Thomas Pelham-Holles, I duca di Newcastle-upon-Tyne (1693-1768), nipote di John Holles, 1º Duca, morto senza eredi maschi vivi, con i titoli di Barone e Baronetto di Laughton, Conte e Duca estinti

## Duchi di Newcastle-under-Lyne (1757)
per il 1º Duca: anche duca di Newcastle-upon-Tyne (1715), conte di Clare (1714), barone Pelham di Stanmer (1762) e barone Pelham di Laughton (1706, già baronetto Pelham di Laughton dal 1611) dal 2º duca in poi: anche conte di Lincoln (1572)
- Thomas Pelham-Holles, I duca di Newcastle-under-Lyne (1693-1768) cui fu dato il secondo ducato di Newcastle in compartecipazione col nipote
- Henry Pelham-Clinton, II duca di Newcastle (1720-1794) nipote del 1º Duca
  - George Pelham-Clinton, Lord Clinton (1745-1752) primogenito del 2º Duca, morto giovane
  - Henry Pelham-Clinton, conte di Lincoln (1750-1778) secondogenito del 2º Duca, morto prima del padre
    - Henry Pelham-Clinton, conte di Lincoln (1777-1779) unico figlio nipote del 2º Duca, morto giovane
- Thomas Pelham-Clinton, III duca di Newcastle (1752-1795), terzogeniro del 2º Duca
- Henry Pelham-Clinton, IV duca di Newcastle (1785-1851) primogenito del 3º Duca
- Henry Pelham-Clinton, V duca di Newcastle (1811-1864) primogenito del 4º Duca
- Henry Pelham-Clinton, VI duca di Newcastle (1834-1879) primogenito del 5º Duca
- Henry Pelham-Clinton, VII duca di Newcastle-under-Lyne (1864-1928) primogenito del 6º Duca, nato senza progenie
- Francis Pelham-Clinton-Hope, VIII duca di Newcastle-under-Lyne (1866-1941) secondogenito del 6º Duca
- Henry Pelham-Clinton-Hope, IX duca di Newcastle-under-Lyne (1907-1988) unico figlio dell'8º Duca, morto senza eredi maschi vivi
- Edward Pelham-Clinton, X duca di Newcastle-under-Lyne (1920-1988), pronipote di Lord Charles Pelham-Clinton, secondogenito del 4º duca. Alla sua morte, non v'erano più eredi maschi vivi, e il titolo si estinse.